# P형 ATP가수분해효소
P형 ATP가수분해효소(영어: P-type ATPase)는 세균, 고세균, 진핵생물에서 발견되는 진화적으로 관련된 이온 펌프 및 지질 펌프의 큰 부류이다. P형 ATPase, P-ATPase, E1-E2 ATP가수분해효소(영어: E1-E2 ATPase)라고도 한다. P형 ATP가수분해효소는 α-나선형 다발 1차 수송체로서 펌프 내의 핵심적으로 보존된 아스파르트산 잔기와 에너지원인 아데노신 삼인산(ATP)의 자동(또는 자가) 인산화(phosphorylation, 따라서 'P')를 촉매하는 능력을 기반으로 명명되었다. 또한 P형 ATP가수분해효소는 E1과 E2로 표시되는 적어도 2가지의 다른 입체구조 사이에서 상호변환하는 것으로 보인다. P형 ATP가수분해효소는 2016년을 기준으로 20가지의 다른 단백질 패밀리를 포함하는 P형 ATP가수분해효소(P형 ATPase, P-ATPase) 슈퍼패밀리(TC# 3.A.3)에 속한다.

## 같이 보기
- V형 ATP가수분해효소 (V형 ATPase)
- F형 ATP가수분해효소 (F형 ATPase)
- H+/K+-ATP가수분해효소 (H+/K+-ATPase)
- Na+/K+-ATP가수분해효소 (Na+/K+-ATPase)
- 원형질막 H+-ATP가수분해효소 (원형질막 H+-ATPase)
- 근소포체/소포체 Ca2+-ATP가수분해효소 (근소포체/소포체 Ca2+-ATPase)